# Дидык, Роман Игоревич
Рома́н И́горевич Ди́дык (укр. Роман Ігорович Дідик; род. 2 декабря 2002, Львов) — украинский футболист, защитник клуба ЛНЗ.

## Биография
Воспитанник винниковского «Руха», в футболке которого с 2011 по 2015 год выступал в юношеском чемпионате Львовской области. После этого перешел во львовские «Карпаты», в футболке которых с 2015 по 2019 год выступал в ДЮФЛУ.
В преддверии старта сезона 2019/20 годов перебрался в «Агробизнес». В футболке волочисского клуба дебютировал 10 августа 2019 в победном (3:0) домашнем поединке 3-го тура Первой лиги Украины против «Балкан». Роман вышел на поле на 90-й минуте, заменив Андрея Кухарука. Дебютным голом во взрослом футболе отличился 16 ноября 2020 на 24-й минуте победного (3:2) выездного поединка 13-го тура Первой лиги против шевченковского «ВПК-Агро». Дидик вышел на поле в стартовом составе, на 18-й минуте отличился автоголом, а на 80-й минуте его заменил Арсен Слотюк.
23 июля 2021 Роман Дидык стал футболистом львовского «Руха», а уже через два дня Роман дебютировал за «Рух» в УПЛ.